# 토틸라

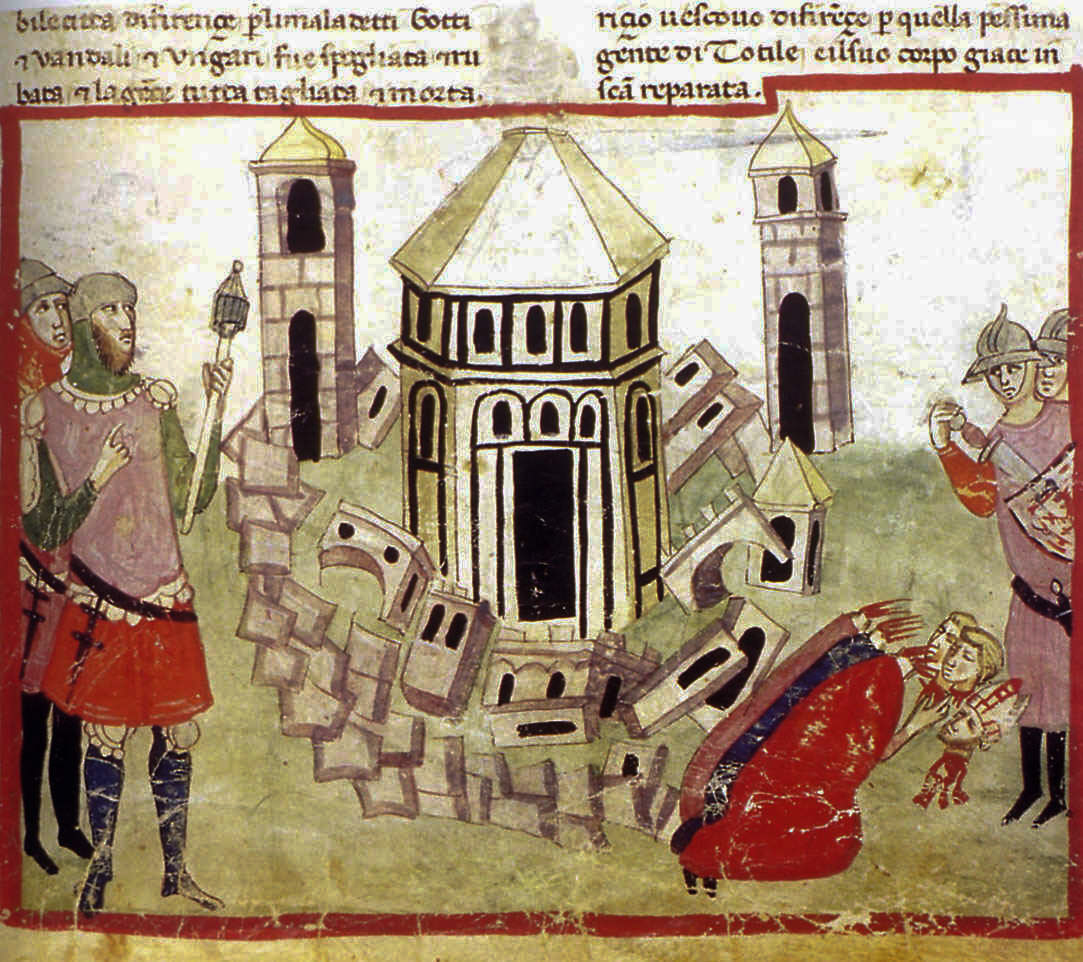
토틸라

토틸라(Totila, ? ~ 552년 7월 1일, 재위 541년 ~ 552년 7월 1일)는 동고트 왕국의 6대 국왕으로, 그의 치세에 발행된 동전에 따르면 본명은 바두일라(Baduila)이다.
토틸라는 이탈리아의 동고트 왕국을 재건하는 데에 중점을 두고, 왕위에 오르자마자 파엔차 근처에서 동로마 제국 유스티니아누스 1세의 군대를 무찌르는 것으로 고트족들의 사기를 높였다.
542년 무겔로 계곡에서 또다른 승리를 얻은 뒤 토스카나를 떠나 나폴리로 향해 도시를 점령하고 루카니아, 풀리아, 칼라브리아 3주의 항복을 받아냈다. 토틸라의 이탈리아 정복은 그 신속함만이 아니라 자비로움으로도 알려져 있는데, 영국의 역사가 에드워드 기본은 "적과 친구를 불문하고 토틸라의 믿음과 자비에 기댄 사람 중 속은 사람은 없었다" 라고 기록했다.
545년 말 토틸라는 티볼리에 주둔하고 로마로의 식량 유입을 끊어 항복을 받아내려 했고, 동로마 제국의 장군 벨리사리우스는 함대를 이끌고 티베르강을 거슬러 올라가 도시를 구하려 했으나 실패했다. 도시는 약탈되었고, 토틸라가 선언했던 대로 양 방목지까지는 되지는 않았지만 폐허가 되었다. 성벽과 다른 요새는 곧 재건되었고, 토틸라는 다시 로마로 향했으나 이번에는 벨리사리우스에게 패배했다.
549년 벨리사리우스가 이탈리아를 떠나자마자 토틸라는 로마를 세 번째로 로마를 공격, 수비측 내의 일부를 매수해 손쉽게 점령했다.
토틸라는 곧 코르시카와 사르데냐를 점령하고 고트 함대를 그리스 해안 지대로 보내 위협하며 시칠리아를 점령할 준비를 시작했다. 유스티니아누스 1세는 환관 나르세스에게 명해 토틸라를 정벌하게 했고, 토틸라 역시 군대를 이끌고 싸웠으나 552년 7월 1일 타기나이의 전투에서 전사했다.
| 전임 에라릭 | 제7대 동고트 왕국의 군주 541년 ~ 552년 7월 1일 | 후임 테이아 |